# Enköping
Enköping (nel medioevo nota anche con il suo nome latino Encopia) è una città della Svezia capoluogo dell'omonimo comune, conta 20 204 abitanti e si trova nella contea di Uppsala. La città ospita varie industrie manifatturiere, un ospedale e il Reggimento Uppland dell'Esercito svedese.

## Geografia fisica
La città sorge nei pressi del lago Mälaren, a circa 78 km a ovest di Stoccolma. Nelle sue vicinanze si trovano numerose città svedesi, e per tale motivo lo slogan comunale è "Sweden's Closest City" (La città più vicina della Svezia) creato nel 1965 quando un uomo d'affari locale notò che in un raggio di 120 chilometri da Enköping, si trovano 38 città svedesi e 1/3 della popolazione della Svezia.

## Storia
Nei pressi di Enköping ci sono alcuni dei megaliti risalenti all'età del bronzo meglio conservati della Svezia centrale. La città stessa data le sue origini risale al XIII secolo, pur emergendo come città intorno al 1250. Allora, come oggi, la città circondata da ricchi terreni agricoli nelle vicinanze del lago Mälaren, era pertanto popolata da una ricca popolazione rurale.
Enköping riveste da sempre anche un importante ruolo di crocevia per il commercio e le comunicazioni: la Mälarbanan e la strada statale E18 collegano la città alle vicine città di Stoccolma e di Västerås.

## Galleria d'immagini

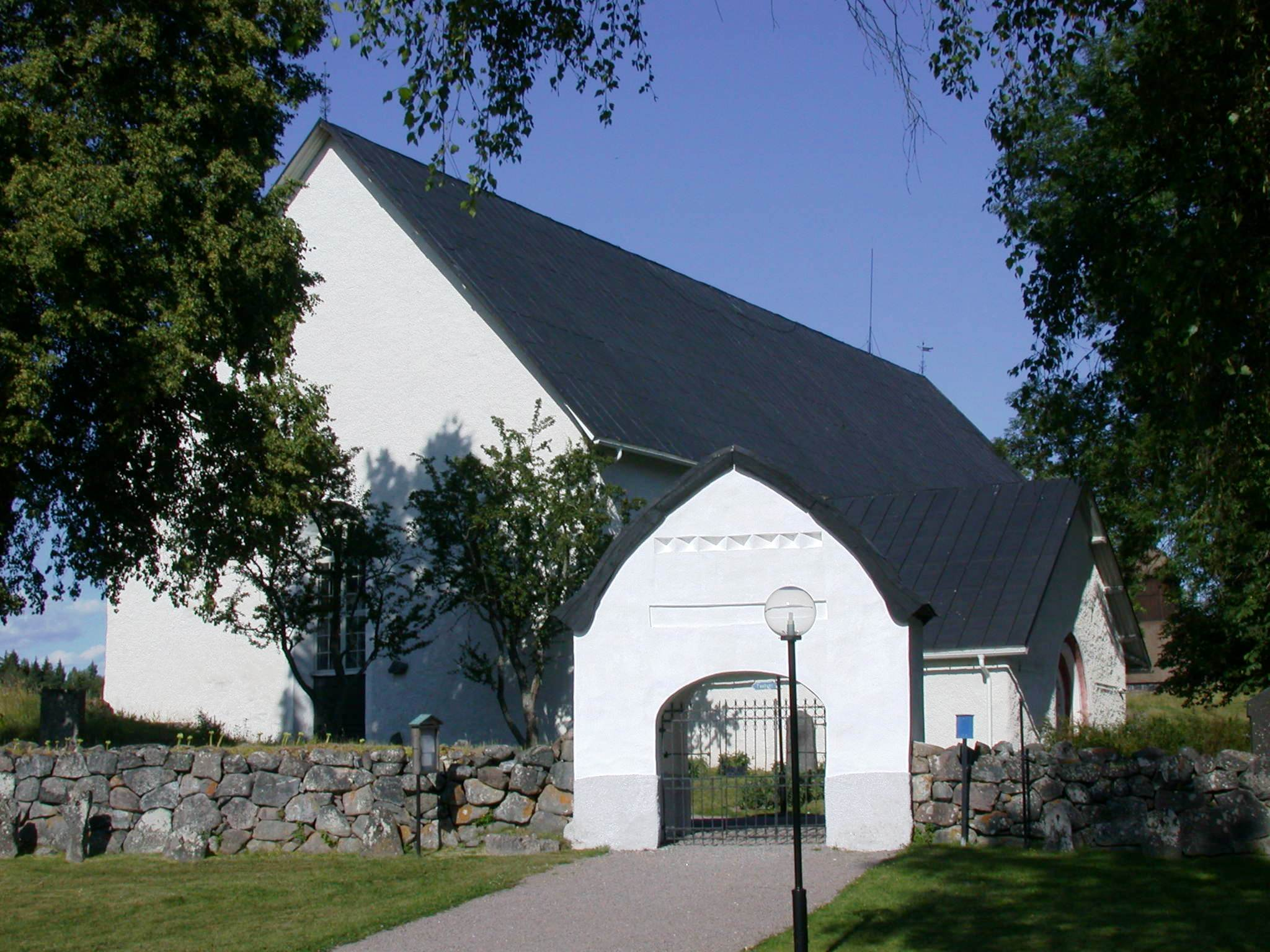
Chiesa cittadina
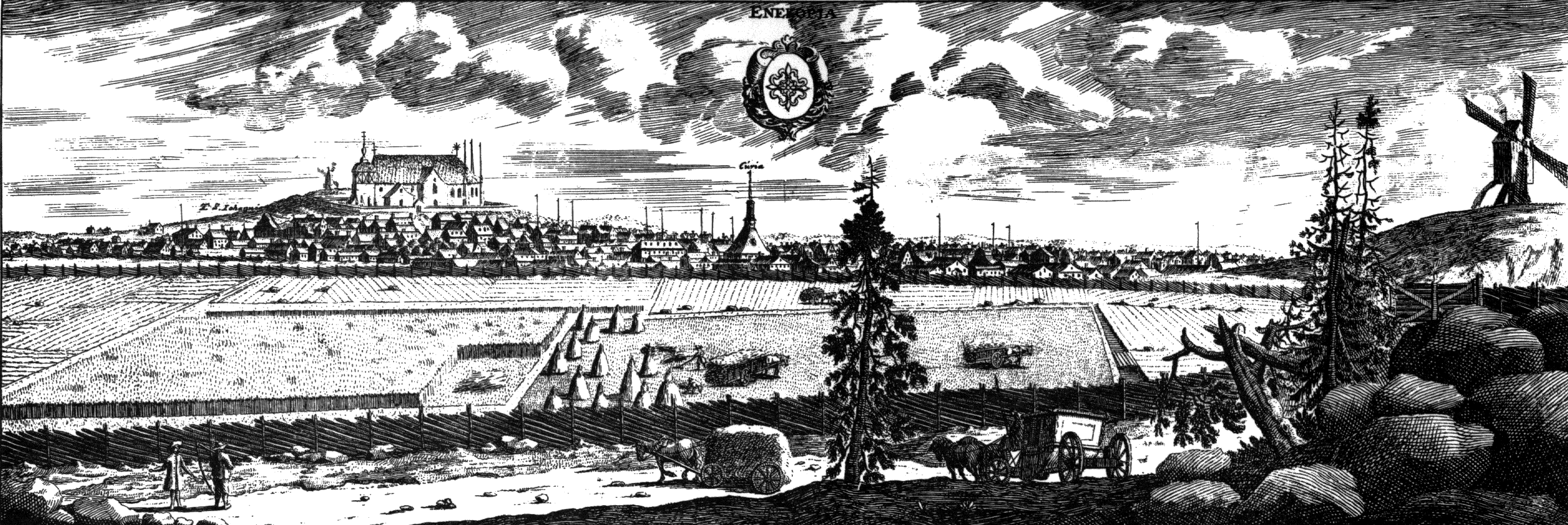
Enköping nel 1700